# Nguyễn Thị Kim (hoàng phi)
Nguyễn Thị Kim (阮氏金, ? - 13 tháng 8 năm 1804) là hoàng phi (hay hoàng quý phi) của vua Lê Chiêu Thống, vị vua cuối cùng của nhà Hậu Lê, trong lịch sử Việt Nam.

## Tiểu sử
Không rõ hoàng phi Nguyễn Thị Kim sinh năm bao nhiêu, chỉ biết bà sinh tại thôn Tỳ Bà, huyện Gia Lương, xứ Kinh Bắc (nay thuộc thôn Tỳ Điện, xã Phú Hòa, huyện Lương Tài, tỉnh Bắc Ninh). Anh trai bà là Nguyễn Quốc Đống, là tụng thần của vua Chiêu Thống, người cùng với Lê Quýnh và những người khác đưa Thái hậu và con trai Chiêu Thống sang nhà Thanh cầu viện. Bà là mẹ của con trai cả vua Chiêu Thống, sau này thái tử cũng chạy sang Trung Quốc và chết vì bệnh đậu mùa vào năm 1792, trước Lê Chiêu Thống một năm.
Năm 1789, sau khi Nguyễn Huệ đánh bại 29 vạn quân Thanh, Chiêu Thống cùng quân Thanh chạy sang Trung Quốc. Hoàng phi Nguyễn Thị Kim không chạy theo, bèn lánh loạn ở vùng quê nhà Kinh Bắc. Năm 1802, sau khi Gia Long đánh bại nhà Tây Sơn và lên ngôi, các bầy tôi nhà Lê dâng biểu xin đem linh cữu vua cũ cùng thái hậu và con đầu vua về nước. Tháng 8 năm 1804, di hài của vua Lê được đưa về cửa ải, hoàng phi sau khi lên đón di hài của vua Lê, khi hộ tống về đến Thăng Long thì đã uống thuốc độc tự tử. Sách Hoàng Lê nhất thống chí ghi rằng:
| “ | Ngày 13 tháng 8 mùa thu năm ấy, di hài vua Lê đưa về đến cửa ải. Hoàng phi là Nguyễn Thị Kim nghe tin, liền từ Kinh Bắc lên cửa ải để đón linh cữu. Ngay từ hôm ấy, hoàng phi tuyệt thực, mỗi ngày chỉ uống một chén hồ, vật vã bên linh cữu mà khóc lóc. Ngày 23 tháng 8 di hài đưa về đến Thăng Long, các quan dựng rạp tế ở nhà Diên tự công. Hằng ngày hoàng phi chỉ nhấm vài đốt mía mà thôi. Ngày 12 tháng 10, các quan thay hài cốt vua Lê sang một chiếc tiểu khác, thấy trái tim vẫn còn y nguyên. Tế xong, hoàng phi đến trước hương án khóc lóc thảm thiết và nói với Diên tự công rằng: "Ta nhẫn nhục vất vả đã mười lăm mười sáu năm trời nay, trong những ngày ấy không phải là không dám chết, chỉ vì thái hậu, vua ta, con ta vẫn ở bên Trung Quốc, âm tín không thông, còn mất không rõ, nên ta còn chờ đợi một chút. Nay thái hậu cùng vua ta đều mất, con ta cũng chết, linh cữu đã về đến nước nhà thế là việc của ta xong rồi, ta phải chết theo để hầu bên lăng tẩm mới phải." Rồi đó, hoàng phi liền uống thuốc độc tự tử. Ai nghe tin ấy cũng đều thương xót. Sứ thần Trung Hoa bấy giờ đang ở đấy cũng than thở, ngợi khen mãi. Ngày 13, các quan lại sắm quan khách khâm liệm cho hoàng phi, rồi ngày 28 cùng rước xuống thuyền đưa về trấn Thanh Hoa. Ngày 24 tháng 11, các quan làm lễ an táng vua Lê, thái hậu, hoàng phi, con vua ở cạnh lăng vua Hiển Tông, trên núi Bàn Thạch (thuộc huyện Thọ Xuân, Thanh Hoá). | ” |

## Tưởng nhớ
Sau khi hoàng phi chết theo vua Lê, được người khắp cả nước ca tụng là bậc tiết nghĩa. Bề tôi cũ của nhà Lê là Tô phái hầu Nguyễn Huy Túc làm bài Tiêu cung tuẫn tiết hành để ca ngợi Nguyễn Thị Kim. Tổng trấn Bắc Thành là Nguyễn Văn Thành đem việc ấy tấu lên Gia Long. Vua Gia Long bèn "hạ chỉ ban khen, sai lập đền ở quê hoàng phi, là xã Tỳ Bà thuộc huyện Lang Tài để thờ; cấp ruộng tế và tha thuế khoá cho dân làng ấy để dùng vào việc đèn nhang thờ cúng: lại sai dựng bia khắc chữ để nêu gương tiết hạnh."
Đã có nhiều tác phẩm thơ viết về bà Nguyễn Thị Kim, trong đó có Tự Đức trong Việt sử tống vịnh, Dương Bá Trạc trong Trai lành gái tốt. Nhà thơ Nguyễn Nhược Pháp cũng đã viết bài Nguyễn Thị Kim khóc Lê Chiêu Thống vào năm 1932 để nói lên mối tình của bà:
Triều Lê-qui có nàng tiết liệt.
Nhà tan, nước mất, chàng đi thôi.
Thiếp nén lòng đau khóc nghẹn lời,
Chậm bước đành nương mình bóng Phật;
Màng tin trông ngóng nhạn chân trời.
Chuông đồng cảnh vắng, hồn mơ sảng,
Trăng lạnh, đêm sâu, cú đổ hồi.
Thê thảm chàng đi, về có vậy!
Thiếp chờ ai nữa? Hỡi chàng ôi!
Tên bà được đặt cho một con phố ở Hà Nội vào năm 1945-1946. Phố có tên gọi thời Pháp thuộc là Rue Constant Mathis, năm 1945-1946 đổi là Nguyễn Thị Kim, hiện nay là phố Nguyễn Huy Tự thuộc Quận Hai Bà Trưng, Hà Nội.